# Tour des Flandres féminin 2005
La 2e édition du Tour des Flandres féminin a lieu le 3 avril 2005. C'est la quatrième épreuve de la Coupe du monde. L'épreuve est remportée par la Néerlandaise Mirjam Melchers.

## Équipes
| Équipes féminines professionnelles (20)- @Work Cycling Team - Bigla - Buitenpoort-Flexpoint - Bizkaia-Panda Software-Durango - Bianchi Aliverti - ELK Haus Nö - Equipe Nürnberger Versicherung - Nobili Rubinetterie-Menikini - P.M.B. Fenixs - Team Pruneaux d'Agen - Safi-Pasta Zara Manhattan - SC Michela Fanini Record Rox - S.A.T.S. - Società Sportiva Lazio Ciclismo Team Ladispoli - Therme Skin Care - Univega Pro Cycling Team - USC Chirio Forno d'Asolo - Van Bemmelen-AA Drink - Vlaanderen-Capri Sonne-T Interim - Vrienden Van Het Platteland Équipes nationales (5)- Allemagne - Belgique - France - Italie - Russie Équipe féminines amateur (2)- KSV Deerlijk-Gaverzicht - WC Oostende Noordzee |
| |

## Parcours
La course démarre d'Audenarde. Le mur de Grammont, traditionnel juge de paix de l'épreuve se trouve à seize kilomètres et l'arrivée et la dernière ascension de l'épreuve est le Bosberg situé à douze kilomètres de l'arrivée qui est placée à Meerbeke. La distance du parcours est rallongée par rapport à l'année précédente.
Douze monts sont au programme de cette édition:
| Mont | Nom             | km | Revêtement | Longueur (m) | Pente moyenne | Pente maxi | km de l'arrivée |
| ---- | --------------- | -- | ---------- | ------------ | ------------- | ---------- | --------------- |
| 1    | Molenberg       |    | pavés      | 463          | 7,0 %         | 14,2 %     | 81              |
| 2    | Wolvenberg      |    | asphalte   | 666          | 6,8 %         | 17,3 %     | 71              |
| 3    | Eikenberg       |    |            |              |               |            | 61              |
| 4    | Boigneberg      |    |            |              |               |            | 57              |
| 5    | Foreest         |    |            |              |               |            | 50              |
| 6    | Steenberg       |    |            |              |               |            | 47              |
| 7    | Leberg          |    | asphalte   | 950          | 4,2 %         | 13,8 %     | 42              |
| 8    | Berendries      |    | asphalte   | 940          | 7 %           | 12,3 %     | 37              |
| 9    | Valkenberg      |    | asphalte   | 540          | 8,1 %         | 12,8 %     | 32              |
| 10   | Tenbosse        |    | asphalte   | 450          | 6,9 %         | 8,7 %      | 26              |
| 11   | Mur de Grammont |    | pavés      | 475          | 9,3 %         | 19,8 %     | 15,8            |
| 12   | Bosberg         |    | pavés      | 980          | 5,8 %         | 11 %       | 11,8            |

En sus, trois secteurs pavés se trouvent sur le parcours :
| Secteur | Nom           | km | Longueur (m) | km de l'arrivée |
| ------- | ------------- | -- | ------------ | --------------- |
| 1       | Paddestraat   |    | 2 400        |                 |
| 2       | Kerkgate      |    | 3 000        |                 |
| 3       | Haaghoek (nl) |    | 2 000        |                 |

## Favorites
La vainqueur sortante Zoulfia Zabirova fait partie des favorites. La leader de la Coupe du monde Oenone Wood et sa coéquipière Trixi Worrack aussi. Judith Arndt, Mirjam Melchers, Susanne Ljungskog, Sara Carrigan, Suzanne de Goede ou Nicole Cooke sont autant d'autres candidates à la victoire.

## Récit de la course
À vingt-cinq kilomètres de l'arrivée, sur les routes menant vers Grammont, Mirjam Melchers place une attaque. Elle force ainsi la formation Nürnberger Versicherung à chasser. Elle arrive dans le mur avec quinze secondes d'avance. Dans celui-ci, Susanne Ljungskog attaque de manière surprenante et revient sur sa coéquipière. Le duo collabore jusqu'à l'arrivée et n'est plus inquiété. Ljungskog laisse la victoire à Melchers. Derrière, une moto ouvreuse envoie le peloton sur une fausse route. L'ensemble de ces coureuses sont classés comme ayant abandonné. La troisième est donc officiellement Monia Baccaille. Cette décision des commissaires de course crée la polémique.

## Classements

### Classement final
| \| Classement général \| Classement général \| Classement général \| Classement général \| Classement général \| \| Coureuse \| Coureuse \| Pays \| Équipe \| Temps \| \| ------------------ \| ------------------------- \| ------------------ \| ---------------------------------------------- \| ------------------ \| \| 1re \| Mirjam Melchers \| Pays-Bas \| Buitenpoort-Flexpoint \| 3 h 13 min 00 s \| \| 2e \| Susanne Ljungskog \| Suède \| Buitenpoort-Flexpoint \| + 7 s \| \| 3e \| Monia Baccaille \| Italie \| Italie \| + 1 min 23 s \| \| 4e \| Monica Holler \| Suède \| ELK Haus Nö \| + 1 min 23 s \| \| 5e \| Giorgia Bronzini \| Italie \| USC Chirio Forno d'Asolo \| + 1 min 23 s \| \| 6e \| Magali Le Floc'h \| France \| France \| + 1 min 23 s \| \| 7e \| Suzanne de Goede \| Pays-Bas \| Van Bemmelen-AA Drink \| + 1 min 23 s \| \| 8e \| Sabrina Emmasi \| Suisse \| Bigla \| + 1 min 23 s \| \| 9e \| Élisabeth Chevanne-Brunel \| France \| Team Pruneaux d'Agen \| + 1 min 23 s \| \| 10e \| Barbara Lancioni \| Italie \| Società Sportiva Lazio Ciclismo Team Ladispoli \| + 1 min 23 s \| |                           |          |                                                |                 |
| |                           |          |                                                |                 |
| Source : Cycling Quotient |                           |          |                                                |                 |
| Classement général |                           |          |                                                |                 |
| Coureuse | Coureuse                  | Pays     | Équipe                                         | Temps           |
| 1re | Mirjam Melchers           | Pays-Bas | Buitenpoort-Flexpoint                          | 3 h 13 min 00 s |
| 2e | Susanne Ljungskog         | Suède    | Buitenpoort-Flexpoint                          | + 7 s           |
| 3e | Monia Baccaille           | Italie   | Italie                                         | + 1 min 23 s    |
| 4e | Monica Holler             | Suède    | ELK Haus Nö                                    | + 1 min 23 s    |
| 5e | Giorgia Bronzini          | Italie   | USC Chirio Forno d'Asolo                       | + 1 min 23 s    |
| 6e | Magali Le Floc'h          | France   | France                                         | + 1 min 23 s    |
| 7e | Suzanne de Goede          | Pays-Bas | Van Bemmelen-AA Drink                          | + 1 min 23 s    |
| 8e | Sabrina Emmasi            | Suisse   | Bigla                                          | + 1 min 23 s    |
| 9e | Élisabeth Chevanne-Brunel | France   | Team Pruneaux d'Agen                           | + 1 min 23 s    |
| 10e | Barbara Lancioni          | Italie   | Società Sportiva Lazio Ciclismo Team Ladispoli | + 1 min 23 s    |

## Liste des participantes
| Légende | Légende                                                                    | Légende | Légende                                                    |
| ------- | -------------------------------------------------------------------------- | ------- | ---------------------------------------------------------- |
| Num     | Dossard de départ porté par le coureur sur ce Tour des Flandres            | Pos     | Position à l'arrivée de la course                          |
|         | Indique un maillot de champion national ou mondial, suivi de sa spécialité | NP      | Indique un coureur qui n'a pas pris le départ de la course |
| AB      | Indique un coureur qui n'a pas terminé la course                           | HD      | Indique un coureur qui a terminé la course hors des délais |

| Bigla BCT | Bigla BCT                | Bigla BCT |
| --------- | ------------------------ | --------- |
| Num       | Coureuse                 | Pos       |
| 2         | Nicole Brändli (SUI)     | AB        |
| 3         | Lidia Arcangeli (ITA)    | AB        |
| 4         | Sabrina Emmasi (SUI)     | 8e        |
| 5         | Janildes Fernandes (BRA) | AB        |
| 6         | Melanie Tunesi (SUI)     | AB        |

| Equipe Nürnberger Versicherung NUR | Equipe Nürnberger Versicherung NUR | Equipe Nürnberger Versicherung NUR |
| ---------------------------------- | ---------------------------------- | ---------------------------------- |
| Num                                | Coureuse                           | Pos                                |
| 11                                 | Judith Arndt (GER)                 | 37e                                |
| 12                                 | Olivia Gollan (AUS)                | HD                                 |
| 13                                 | Regina Schleicher (GER)            | HD                                 |
| 14                                 | Anke Wichmann (GER)                | HD                                 |
| 15                                 | Oenone Wood (AUS)                  | AB                                 |
| 16                                 | Trixi Worrack (GER)                | AB                                 |

| Nobili Rubinetterie-Menikini NMC | Nobili Rubinetterie-Menikini NMC | Nobili Rubinetterie-Menikini NMC |
| -------------------------------- | -------------------------------- | -------------------------------- |
| Num                              | Coureuse                         | Pos                              |
| 21                               | Edita Pučinskaitė (LTU)          | 43e                              |
| 22                               | Sigrid Corneo (ITA)              | 39e                              |
| 23                               | Modesta Vžesniauskaitė (LTU)     | 40e                              |
| 24                               | Joanne Kiesanowski (NZL)         | AB                               |
| 25                               | Anna Gusmini (ITA)               | 31e                              |
| 26                               | Daniela Fusar Poli (ITA)         | 33e                              |

| Buitenpoort-Flexpoint BFL | Buitenpoort-Flexpoint BFL  | Buitenpoort-Flexpoint BFL |
| ------------------------- | -------------------------- | ------------------------- |
| Num                       | Coureuse                   | Pos                       |
| 31                        | Mirjam Melchers (NED)      | 1re                       |
| 32                        | Susanne Ljungskog (SWE)    | 2e                        |
| 33                        | Tanja Schmidt-Hennes (GER) | 36e                       |
| 34                        | Linda Serup (DEN)          | 24e                       |
| 35                        | Amber Neben (USA)          | 26e                       |
| 36                        | Lada Kozlíková (CZE)       | 16e                       |

| Van Bemmelen-AA Drink BAA | Van Bemmelen-AA Drink BAA | Van Bemmelen-AA Drink BAA |
| ------------------------- | ------------------------- | ------------------------- |
| Num                       | Coureuse                  | Pos                       |
| 41                        | Sara Carrigan (AUS)       | 21e                       |
| 42                        | Suzanne de Goede (NED)    | 7e                        |
| 43                        | Josephine Groenveld (NED) | 18e                       |
| 44                        | Theresa Senff (GER)       | AB                        |
| 45                        | Katherine Bates (AUS)     | AB                        |
| 46                        | Natalie Bates (AUS)       | HD                        |

| Univega Pro Cycling Team UPT | Univega Pro Cycling Team UPT | Univega Pro Cycling Team UPT |
| ---------------------------- | ---------------------------- | ---------------------------- |
| Num                          | Coureuse                     | Pos                          |
| 51                           | Priska Doppmann (SUI)        | AB                           |
| 52                           | Edwige Pitel (FRA)           | AB                           |
| 53                           | Christiane Soeder (AUT)      | 45e                          |
| 55                           | Sarah Grab (SUI)             | 12e                          |
| 56                           | Karin Thürig (SUI)           | 42e                          |

| Vlaanderen-Capri Sonne-T Interim VLL | Vlaanderen-Capri Sonne-T Interim VLL | Vlaanderen-Capri Sonne-T Interim VLL |
| ------------------------------------ | ------------------------------------ | ------------------------------------ |
| Num                                  | Coureuse                             | Pos                                  |
| 61                                   | Hanka Kupfernagel (GER)              | AB                                   |
| 62                                   | Anita Valen de Vries (NOR)           | AB                                   |
| 63                                   | Veerle Ingels (BEL)                  | 14e                                  |
| 64                                   | Ine Wannijn (BEL)                    | 46e                                  |
| 65                                   | Evy Van Damme (BEL)                  | AB                                   |
| 66                                   | Debby Mansveld (NED)                 | HD                                   |

| Safi-Pasta Zara Manhattan SAF | Safi-Pasta Zara Manhattan SAF | Safi-Pasta Zara Manhattan SAF |
| ----------------------------- | ----------------------------- | ----------------------------- |
| Num                           | Coureuse                      | Pos                           |
| 71                            | Nicole Cooke (GBR)            | AB                            |
| 72                            | Rochelle Gilmore (AUS)        | HD                            |
| 73                            | Giuseppina Grassi (MEX)       | 32e                           |
| 74                            | Miyoko Karami (JPN)           | 49e                           |
| 75                            | Zita Urbonaitė (LTU)          | HD                            |
| 76                            | Anna Zugno (ITA)              | 44e                           |

| Bizkaia-Panda Software-Durango BIZ | Bizkaia-Panda Software-Durango BIZ | Bizkaia-Panda Software-Durango BIZ |
| ---------------------------------- | ---------------------------------- | ---------------------------------- |
| Num                                | Coureuse                           | Pos                                |
| 81                                 | Agurtzane Elorriaga (ESP)          | AB                                 |
| 82                                 | Cristina Alcalde (ESP)             | AB                                 |
| 83                                 | Iosune Murillo Elkano (ESP)        | HD                                 |
| 84                                 | Naiara Telletxea (ESP)             | AB                                 |
| 85                                 | Maitane Telletxea (ESP)            | AB                                 |

| Vrienden van het Platteland VVP | Vrienden van het Platteland VVP | Vrienden van het Platteland VVP |
| ------------------------------- | ------------------------------- | ------------------------------- |
| Num                             | Coureuse                        | Pos                             |
| 91                              | Chantal Beltman (NED)           | AB                              |
| 92                              | Loes Gunnewijk (NED)            | AB                              |
| 93                              | Kristy Miggels (NED)            | HD                              |
| 94                              | Aukje De Koning (NED)           | HD                              |
| 95                              | Iris Slappendel (NED)           | HD                              |
| 96                              | Minke Slingerland (NED)         | 51e                             |

| ELK Haus Nö CRE | ELK Haus Nö CRE        | ELK Haus Nö CRE |
| --------------- | ---------------------- | --------------- |
| Num             | Coureuse               | Pos             |
| 101             | Andrea Graus (AUT)     | 19e             |
| 102             | Christine Müller (GER) | AB              |
| 103             | Monica Holler (SWE)    | 4e              |
| 104             | Monika Schachl (AUT)   | 48e             |
| 105             | Karin Wieser (AUT)     | AB              |
| 106             | Claudia Häusler (GER)  | HD              |

| P.M.B. Fenixs FEN | P.M.B. Fenixs FEN              | P.M.B. Fenixs FEN |
| ----------------- | ------------------------------ | ----------------- |
| Num               | Coureuse                       | Pos               |
| 111               | Alexandra Nöhles (GER)         | AB                |
| 113               | Vanessa Saccomani (ITA)        | AB                |
| 114               | Tatiana Panina Shishkova (RUS) | 11e               |
| 115               | Julia Martisova (RUS)          | AB                |
| 116               | Sonia Rocca (ITA)              | AB                |

| Bianchi Aliverti ALI | Bianchi Aliverti ALI       | Bianchi Aliverti ALI |
| -------------------- | -------------------------- | -------------------- |
| Num                  | Coureuse                   | Pos                  |
| 131                  | Inga Čilvinaitė (LTU)      | HD                   |
| 132                  | Ramūnė Lipinskaitė (LTU)   | AB                   |
| 133                  | Luisa Tamanini (ITA)       | 13e                  |
| 134                  | Svetlana Pauliukaitė (LTU) | HD                   |
| 137                  | Veronica Andrèasson (SWE)  | AB                   |

| SC Michela Fanini Record Rox MIC | SC Michela Fanini Record Rox MIC | SC Michela Fanini Record Rox MIC |
| -------------------------------- | -------------------------------- | -------------------------------- |
| Num                              | Coureuse                         | Pos                              |
| 141                              | Maja Adamsen (DEN)               | AB                               |
| 142                              | Alessandra Borchi (ITA)          | 53e                              |
| 143                              | Letizia Giardinelli (ITA)        | HD                               |
| 144                              | Katia Longhin (ITA)              | AB                               |
| 145                              | Kelly Campbell Rook (USA)        | AB                               |
| 146                              | Elena Guerri (ITA)               | AB                               |

| S.A.T.S TSA | S.A.T.S TSA                  | S.A.T.S TSA |
| ----------- | ---------------------------- | ----------- |
| Num         | Coureuse                     | Pos         |
| 151         | Meredith Miller (USA)        | 23e         |
| 152         | Dorte Lohse Rasmussen (DEN)  | 15e         |
| 154         | Trine Hansen                 | AB          |
| 155         | Mette Andersen (DEN)         | HD          |
| 156         | Sandrine Marcuz-Moreau (FRA) | 25e         |

| Therme Skin Care TSC | Therme Skin Care TSC      | Therme Skin Care TSC |
| -------------------- | ------------------------- | -------------------- |
| Num                  | Coureuse                  | Pos                  |
| 161                  | Corine Hierckens (BEL)    | HD                   |
| 162                  | Janneke Vos (NED)         | 54e                  |
| 163                  | Arenda Grimberg (NED)     | 35e                  |
| 164                  | Sarah Düster (GER)        | 50e                  |
| 165                  | Christine Mos (NED)       | AB                   |
| 166                  | Irene van den Broek (NED) | AB                   |

| @Work Cycling Team HCT | @Work Cycling Team HCT   | @Work Cycling Team HCT |
| ---------------------- | ------------------------ | ---------------------- |
| Num                    | Coureuse                 | Pos                    |
| 171                    | Ghita Beltman (NED)      | HD                     |
| 172                    | Areke Hassink (NED)      | AB                     |
| 173                    | Jaccolien Wallaard (NED) | HD                     |
| 174                    | Loes Markerink (NED)     | HD                     |
| 175                    | Kirsten Wild (NED)       | 30e                    |
| 176                    | Birgit Mulder (NED)      | AB                     |

| Società Sportiva Lazio Ciclismo Team Ladispoli LCT | Società Sportiva Lazio Ciclismo Team Ladispoli LCT | Società Sportiva Lazio Ciclismo Team Ladispoli LCT |
| -------------------------------------------------- | -------------------------------------------------- | -------------------------------------------------- |
| Num                                                | Coureuse                                           | Pos                                                |
| 181                                                | Silvia Parietti (ITA)                              | 22e                                                |
| 182                                                | Marta Vilajosana (ESP)                             | AB                                                 |
| 183                                                | Costanza Martinelli (ITA)                          | HD                                                 |
| 185                                                | Emanuela Citracca (ITA)                            | AB                                                 |
| 186                                                | Barbara Lancioni (ITA)                             | 10e                                                |

| Team Pruneaux d'Agen LPA | Team Pruneaux d'Agen LPA        | Team Pruneaux d'Agen LPA |
| ------------------------ | ------------------------------- | ------------------------ |
| Num                      | Coureuse                        | Pos                      |
| 191                      | Élisabeth Chevanne-Brunel (FRA) | 9e                       |
| 192                      | Alexandra Le Hénaff (FRA)       | AB                       |
| 193                      | Vicky Fournial (FRA)            | AB                       |
| 194                      | Aude Pollet (FRA)               | AB                       |
| 195                      | Tiina Nieminen (FIN)            | HD                       |
| 196                      | Nadia Triquet-Claude (FRA)      | NP                       |

| Allemagne GER | Allemagne GER    | Allemagne GER |
| ------------- | ---------------- | ------------- |
| Num           | Coureuse         | Pos           |
| 201           | Madeleine Sandig | AB            |
| 202           | Claudia Hecht    | AB            |
| 203           | Bianca Knöpfle   | HD            |
| 205           | Luise Keller     | HD            |
| 206           | Sabine Fischer   | HD            |

| Russie RUS | Russie RUS         | Russie RUS |
| ---------- | ------------------ | ---------- |
| Num        | Coureuse           | Pos        |
| 211        | Oxana Kostenko     | AB         |
| 213        | Irina Zemlyanskaya | AB         |
| 214        | Elena Kuchinskaya  | AB         |
| 215        | Apollinaria Bakova | AB         |

| Italie ITA | Italie ITA           | Italie ITA |
| ---------- | -------------------- | ---------- |
| Num        | Coureuse             | Pos        |
| 221        | Noemi Cantele        | AB         |
| 222        | Monia Baccaille      | 3e         |
| 223        | Tania Belvederesi    | HD         |
| 224        | Laura Bozzolo        | 52e        |
| 226        | Alessandra D'Ettorre | 17e        |
| 227        | Tatiana Guderzo      | 38e        |

| France FRA | France FRA            | France FRA |
| ---------- | --------------------- | ---------- |
| Num        | Coureuse              | Pos        |
| 231        | Magali Le Floc'h      | 6e         |
| 232        | Sophie Creux          | 20e        |
| 233        | Élodie Touffet        | 27e        |
| 234        | Magalie Finot-Laivier | 28e        |
| 235        | Béatrice Thomas       | 34e        |
| 236        | Sonia Huguet          | AB         |

| Belgique BEL | Belgique BEL       | Belgique BEL |
| ------------ | ------------------ | ------------ |
| Num          | Coureuse           | Pos          |
| 241          | Kathy Ingels       | HD           |
| 242          | Kathleen Sterckx   | AB           |
| 243          | Kathleen Vermeiren | HD           |
| 244          | Karen Steurs       | HD           |
| 246          | Lien Verhaeghe     | HD           |

| KSV Deerlijk-Gaverzicht ___ | KSV Deerlijk-Gaverzicht ___ | KSV Deerlijk-Gaverzicht ___ |
| --------------------------- | --------------------------- | --------------------------- |
| Num                         | Coureuse                    | Pos                         |
| 251                         | Liliane Leenknegt (BEL)     | AB                          |
| 252                         | Liesbet De Vocht (BEL)      | HD                          |
| 253                         | Grace Verbeke (BEL)         | AB                          |
| 254                         | Ilse Temmerman (BEL)        | HD                          |
| 255                         | Charlot Verhaeghe (BEL)     | AB                          |
| 256                         | Hilde De Meulemeester (BEL) | AB                          |

| WC Oostende Noordzee ___ | WC Oostende Noordzee ___ | WC Oostende Noordzee ___ |
| ------------------------ | ------------------------ | ------------------------ |
| Num                      | Coureuse                 | Pos                      |
| 261                      | Natacha Maes (BEL)       | HD                       |
| 262                      | Sara Peeters (BEL)       | 47e                      |
| 263                      | Natacha Cordy (BEL)      | AB                       |
| 264                      | Natasja Nobels (BEL)     | AB                       |
| 265                      | Ilse Fiers (BEL)         | AB                       |
| 266                      | Lien Beyen (BEL)         | AB                       |

| USC Chirio Forno d'Asolo USC | USC Chirio Forno d'Asolo USC | USC Chirio Forno d'Asolo USC |
| ---------------------------- | ---------------------------- | ---------------------------- |
| Num                          | Coureuse                     | Pos                          |
| 271                          | Miho Oki (JPN)               | 41e                          |
| 272                          | Giorgia Bronzini (ITA)       | 5e                           |
| 273                          | Laura Morfin (MEX)           | HD                           |
| 274                          | Clemilda Fernandes (BRA)     | AB                           |
| 275                          | Francesca Castrucci (ITA)    | AB                           |

| Bigla BCT | Bigla BCT                | Bigla BCT |
| --------- | ------------------------ | --------- |
| Num       | Coureuse                 | Pos       |
| 2         | Nicole Brändli (SUI)     | AB        |
| 3         | Lidia Arcangeli (ITA)    | AB        |
| 4         | Sabrina Emmasi (SUI)     | 8e        |
| 5         | Janildes Fernandes (BRA) | AB        |
| 6         | Melanie Tunesi (SUI)     | AB        |

| Equipe Nürnberger Versicherung NUR | Equipe Nürnberger Versicherung NUR | Equipe Nürnberger Versicherung NUR |
| ---------------------------------- | ---------------------------------- | ---------------------------------- |
| Num                                | Coureuse                           | Pos                                |
| 11                                 | Judith Arndt (GER)                 | 37e                                |
| 12                                 | Olivia Gollan (AUS)                | HD                                 |
| 13                                 | Regina Schleicher (GER)            | HD                                 |
| 14                                 | Anke Wichmann (GER)                | HD                                 |
| 15                                 | Oenone Wood (AUS)                  | AB                                 |
| 16                                 | Trixi Worrack (GER)                | AB                                 |

| Nobili Rubinetterie-Menikini NMC | Nobili Rubinetterie-Menikini NMC | Nobili Rubinetterie-Menikini NMC |
| -------------------------------- | -------------------------------- | -------------------------------- |
| Num                              | Coureuse                         | Pos                              |
| 21                               | Edita Pučinskaitė (LTU)          | 43e                              |
| 22                               | Sigrid Corneo (ITA)              | 39e                              |
| 23                               | Modesta Vžesniauskaitė (LTU)     | 40e                              |
| 24                               | Joanne Kiesanowski (NZL)         | AB                               |
| 25                               | Anna Gusmini (ITA)               | 31e                              |
| 26                               | Daniela Fusar Poli (ITA)         | 33e                              |

| Buitenpoort-Flexpoint BFL | Buitenpoort-Flexpoint BFL  | Buitenpoort-Flexpoint BFL |
| ------------------------- | -------------------------- | ------------------------- |
| Num                       | Coureuse                   | Pos                       |
| 31                        | Mirjam Melchers (NED)      | 1re                       |
| 32                        | Susanne Ljungskog (SWE)    | 2e                        |
| 33                        | Tanja Schmidt-Hennes (GER) | 36e                       |
| 34                        | Linda Serup (DEN)          | 24e                       |
| 35                        | Amber Neben (USA)          | 26e                       |
| 36                        | Lada Kozlíková (CZE)       | 16e                       |

| Van Bemmelen-AA Drink BAA | Van Bemmelen-AA Drink BAA | Van Bemmelen-AA Drink BAA |
| ------------------------- | ------------------------- | ------------------------- |
| Num                       | Coureuse                  | Pos                       |
| 41                        | Sara Carrigan (AUS)       | 21e                       |
| 42                        | Suzanne de Goede (NED)    | 7e                        |
| 43                        | Josephine Groenveld (NED) | 18e                       |
| 44                        | Theresa Senff (GER)       | AB                        |
| 45                        | Katherine Bates (AUS)     | AB                        |
| 46                        | Natalie Bates (AUS)       | HD                        |

| Univega Pro Cycling Team UPT | Univega Pro Cycling Team UPT | Univega Pro Cycling Team UPT |
| ---------------------------- | ---------------------------- | ---------------------------- |
| Num                          | Coureuse                     | Pos                          |
| 51                           | Priska Doppmann (SUI)        | AB                           |
| 52                           | Edwige Pitel (FRA)           | AB                           |
| 53                           | Christiane Soeder (AUT)      | 45e                          |
| 55                           | Sarah Grab (SUI)             | 12e                          |
| 56                           | Karin Thürig (SUI)           | 42e                          |

| Vlaanderen-Capri Sonne-T Interim VLL | Vlaanderen-Capri Sonne-T Interim VLL | Vlaanderen-Capri Sonne-T Interim VLL |
| ------------------------------------ | ------------------------------------ | ------------------------------------ |
| Num                                  | Coureuse                             | Pos                                  |
| 61                                   | Hanka Kupfernagel (GER)              | AB                                   |
| 62                                   | Anita Valen de Vries (NOR)           | AB                                   |
| 63                                   | Veerle Ingels (BEL)                  | 14e                                  |
| 64                                   | Ine Wannijn (BEL)                    | 46e                                  |
| 65                                   | Evy Van Damme (BEL)                  | AB                                   |
| 66                                   | Debby Mansveld (NED)                 | HD                                   |

| Safi-Pasta Zara Manhattan SAF | Safi-Pasta Zara Manhattan SAF | Safi-Pasta Zara Manhattan SAF |
| ----------------------------- | ----------------------------- | ----------------------------- |
| Num                           | Coureuse                      | Pos                           |
| 71                            | Nicole Cooke (GBR)            | AB                            |
| 72                            | Rochelle Gilmore (AUS)        | HD                            |
| 73                            | Giuseppina Grassi (MEX)       | 32e                           |
| 74                            | Miyoko Karami (JPN)           | 49e                           |
| 75                            | Zita Urbonaitė (LTU)          | HD                            |
| 76                            | Anna Zugno (ITA)              | 44e                           |

| Bizkaia-Panda Software-Durango BIZ | Bizkaia-Panda Software-Durango BIZ | Bizkaia-Panda Software-Durango BIZ |
| ---------------------------------- | ---------------------------------- | ---------------------------------- |
| Num                                | Coureuse                           | Pos                                |
| 81                                 | Agurtzane Elorriaga (ESP)          | AB                                 |
| 82                                 | Cristina Alcalde (ESP)             | AB                                 |
| 83                                 | Iosune Murillo Elkano (ESP)        | HD                                 |
| 84                                 | Naiara Telletxea (ESP)             | AB                                 |
| 85                                 | Maitane Telletxea (ESP)            | AB                                 |

| Vrienden van het Platteland VVP | Vrienden van het Platteland VVP | Vrienden van het Platteland VVP |
| ------------------------------- | ------------------------------- | ------------------------------- |
| Num                             | Coureuse                        | Pos                             |
| 91                              | Chantal Beltman (NED)           | AB                              |
| 92                              | Loes Gunnewijk (NED)            | AB                              |
| 93                              | Kristy Miggels (NED)            | HD                              |
| 94                              | Aukje De Koning (NED)           | HD                              |
| 95                              | Iris Slappendel (NED)           | HD                              |
| 96                              | Minke Slingerland (NED)         | 51e                             |

| ELK Haus Nö CRE | ELK Haus Nö CRE        | ELK Haus Nö CRE |
| --------------- | ---------------------- | --------------- |
| Num             | Coureuse               | Pos             |
| 101             | Andrea Graus (AUT)     | 19e             |
| 102             | Christine Müller (GER) | AB              |
| 103             | Monica Holler (SWE)    | 4e              |
| 104             | Monika Schachl (AUT)   | 48e             |
| 105             | Karin Wieser (AUT)     | AB              |
| 106             | Claudia Häusler (GER)  | HD              |

| P.M.B. Fenixs FEN | P.M.B. Fenixs FEN              | P.M.B. Fenixs FEN |
| ----------------- | ------------------------------ | ----------------- |
| Num               | Coureuse                       | Pos               |
| 111               | Alexandra Nöhles (GER)         | AB                |
| 113               | Vanessa Saccomani (ITA)        | AB                |
| 114               | Tatiana Panina Shishkova (RUS) | 11e               |
| 115               | Julia Martisova (RUS)          | AB                |
| 116               | Sonia Rocca (ITA)              | AB                |

| Bianchi Aliverti ALI | Bianchi Aliverti ALI       | Bianchi Aliverti ALI |
| -------------------- | -------------------------- | -------------------- |
| Num                  | Coureuse                   | Pos                  |
| 131                  | Inga Čilvinaitė (LTU)      | HD                   |
| 132                  | Ramūnė Lipinskaitė (LTU)   | AB                   |
| 133                  | Luisa Tamanini (ITA)       | 13e                  |
| 134                  | Svetlana Pauliukaitė (LTU) | HD                   |
| 137                  | Veronica Andrèasson (SWE)  | AB                   |

| SC Michela Fanini Record Rox MIC | SC Michela Fanini Record Rox MIC | SC Michela Fanini Record Rox MIC |
| -------------------------------- | -------------------------------- | -------------------------------- |
| Num                              | Coureuse                         | Pos                              |
| 141                              | Maja Adamsen (DEN)               | AB                               |
| 142                              | Alessandra Borchi (ITA)          | 53e                              |
| 143                              | Letizia Giardinelli (ITA)        | HD                               |
| 144                              | Katia Longhin (ITA)              | AB                               |
| 145                              | Kelly Campbell Rook (USA)        | AB                               |
| 146                              | Elena Guerri (ITA)               | AB                               |

| S.A.T.S TSA | S.A.T.S TSA                  | S.A.T.S TSA |
| ----------- | ---------------------------- | ----------- |
| Num         | Coureuse                     | Pos         |
| 151         | Meredith Miller (USA)        | 23e         |
| 152         | Dorte Lohse Rasmussen (DEN)  | 15e         |
| 154         | Trine Hansen                 | AB          |
| 155         | Mette Andersen (DEN)         | HD          |
| 156         | Sandrine Marcuz-Moreau (FRA) | 25e         |

| Therme Skin Care TSC | Therme Skin Care TSC      | Therme Skin Care TSC |
| -------------------- | ------------------------- | -------------------- |
| Num                  | Coureuse                  | Pos                  |
| 161                  | Corine Hierckens (BEL)    | HD                   |
| 162                  | Janneke Vos (NED)         | 54e                  |
| 163                  | Arenda Grimberg (NED)     | 35e                  |
| 164                  | Sarah Düster (GER)        | 50e                  |
| 165                  | Christine Mos (NED)       | AB                   |
| 166                  | Irene van den Broek (NED) | AB                   |

| @Work Cycling Team HCT | @Work Cycling Team HCT   | @Work Cycling Team HCT |
| ---------------------- | ------------------------ | ---------------------- |
| Num                    | Coureuse                 | Pos                    |
| 171                    | Ghita Beltman (NED)      | HD                     |
| 172                    | Areke Hassink (NED)      | AB                     |
| 173                    | Jaccolien Wallaard (NED) | HD                     |
| 174                    | Loes Markerink (NED)     | HD                     |
| 175                    | Kirsten Wild (NED)       | 30e                    |
| 176                    | Birgit Mulder (NED)      | AB                     |

| Società Sportiva Lazio Ciclismo Team Ladispoli LCT | Società Sportiva Lazio Ciclismo Team Ladispoli LCT | Società Sportiva Lazio Ciclismo Team Ladispoli LCT |
| -------------------------------------------------- | -------------------------------------------------- | -------------------------------------------------- |
| Num                                                | Coureuse                                           | Pos                                                |
| 181                                                | Silvia Parietti (ITA)                              | 22e                                                |
| 182                                                | Marta Vilajosana (ESP)                             | AB                                                 |
| 183                                                | Costanza Martinelli (ITA)                          | HD                                                 |
| 185                                                | Emanuela Citracca (ITA)                            | AB                                                 |
| 186                                                | Barbara Lancioni (ITA)                             | 10e                                                |

| Team Pruneaux d'Agen LPA | Team Pruneaux d'Agen LPA        | Team Pruneaux d'Agen LPA |
| ------------------------ | ------------------------------- | ------------------------ |
| Num                      | Coureuse                        | Pos                      |
| 191                      | Élisabeth Chevanne-Brunel (FRA) | 9e                       |
| 192                      | Alexandra Le Hénaff (FRA)       | AB                       |
| 193                      | Vicky Fournial (FRA)            | AB                       |
| 194                      | Aude Pollet (FRA)               | AB                       |
| 195                      | Tiina Nieminen (FIN)            | HD                       |
| 196                      | Nadia Triquet-Claude (FRA)      | NP                       |

| Allemagne GER | Allemagne GER    | Allemagne GER |
| ------------- | ---------------- | ------------- |
| Num           | Coureuse         | Pos           |
| 201           | Madeleine Sandig | AB            |
| 202           | Claudia Hecht    | AB            |
| 203           | Bianca Knöpfle   | HD            |
| 205           | Luise Keller     | HD            |
| 206           | Sabine Fischer   | HD            |

| Russie RUS | Russie RUS         | Russie RUS |
| ---------- | ------------------ | ---------- |
| Num        | Coureuse           | Pos        |
| 211        | Oxana Kostenko     | AB         |
| 213        | Irina Zemlyanskaya | AB         |
| 214        | Elena Kuchinskaya  | AB         |
| 215        | Apollinaria Bakova | AB         |

| Italie ITA | Italie ITA           | Italie ITA |
| ---------- | -------------------- | ---------- |
| Num        | Coureuse             | Pos        |
| 221        | Noemi Cantele        | AB         |
| 222        | Monia Baccaille      | 3e         |
| 223        | Tania Belvederesi    | HD         |
| 224        | Laura Bozzolo        | 52e        |
| 226        | Alessandra D'Ettorre | 17e        |
| 227        | Tatiana Guderzo      | 38e        |

| France FRA | France FRA            | France FRA |
| ---------- | --------------------- | ---------- |
| Num        | Coureuse              | Pos        |
| 231        | Magali Le Floc'h      | 6e         |
| 232        | Sophie Creux          | 20e        |
| 233        | Élodie Touffet        | 27e        |
| 234        | Magalie Finot-Laivier | 28e        |
| 235        | Béatrice Thomas       | 34e        |
| 236        | Sonia Huguet          | AB         |

| Belgique BEL | Belgique BEL       | Belgique BEL |
| ------------ | ------------------ | ------------ |
| Num          | Coureuse           | Pos          |
| 241          | Kathy Ingels       | HD           |
| 242          | Kathleen Sterckx   | AB           |
| 243          | Kathleen Vermeiren | HD           |
| 244          | Karen Steurs       | HD           |
| 246          | Lien Verhaeghe     | HD           |

| KSV Deerlijk-Gaverzicht ___ | KSV Deerlijk-Gaverzicht ___ | KSV Deerlijk-Gaverzicht ___ |
| --------------------------- | --------------------------- | --------------------------- |
| Num                         | Coureuse                    | Pos                         |
| 251                         | Liliane Leenknegt (BEL)     | AB                          |
| 252                         | Liesbet De Vocht (BEL)      | HD                          |
| 253                         | Grace Verbeke (BEL)         | AB                          |
| 254                         | Ilse Temmerman (BEL)        | HD                          |
| 255                         | Charlot Verhaeghe (BEL)     | AB                          |
| 256                         | Hilde De Meulemeester (BEL) | AB                          |

| WC Oostende Noordzee ___ | WC Oostende Noordzee ___ | WC Oostende Noordzee ___ |
| ------------------------ | ------------------------ | ------------------------ |
| Num                      | Coureuse                 | Pos                      |
| 261                      | Natacha Maes (BEL)       | HD                       |
| 262                      | Sara Peeters (BEL)       | 47e                      |
| 263                      | Natacha Cordy (BEL)      | AB                       |
| 264                      | Natasja Nobels (BEL)     | AB                       |
| 265                      | Ilse Fiers (BEL)         | AB                       |
| 266                      | Lien Beyen (BEL)         | AB                       |

| USC Chirio Forno d'Asolo USC | USC Chirio Forno d'Asolo USC | USC Chirio Forno d'Asolo USC |
| ---------------------------- | ---------------------------- | ---------------------------- |
| Num                          | Coureuse                     | Pos                          |
| 271                          | Miho Oki (JPN)               | 41e                          |
| 272                          | Giorgia Bronzini (ITA)       | 5e                           |
| 273                          | Laura Morfin (MEX)           | HD                           |
| 274                          | Clemilda Fernandes (BRA)     | AB                           |
| 275                          | Francesca Castrucci (ITA)    | AB                           |

Source. Les dossards de l'équipe de France ne sont pas connus.